# Mega Man X7
Mega Man X7, conocido en Japón como Rockman X7 (ロックマンＸ7 Rokkuman X7?) es el séptimo videojuego de la subserie X de Mega Man, el primero en PlayStation 2 y con gráficos en 3D, y el único con jugabilidad 3D. También salió para Windows, pero solo en Corea del Sur. El juego presenta la introducción de un nuevo héroe, Axl.

## Historia
Los Maverick Hunters ya no son suficientes para atrapar a todos los Mavericks del mundo, por lo que una nueva organización llamada "Instituto Alerta Roja" (Red Alert), dirigida por Red, comienza a eliminar a los Mavericks y a todo Reploid con potencial para hacer daño a los humanos, sin embargo dicho instituto utiliza métodos más drásticos para atrapar a los fugitivos, hiriendo a varios humanos en el proceso.
Axl es un miembro destacado de Red Alert, usa dos pistolas láser, y posee un gran repertorio de armas (rifles, lanzagranadas y lanzallamas entre otros), pero su verdadero talento yace en la capacidad de analizar el ADN de los reploids de forma humanoide y emular su aspecto y voz.
X ya no soporta pelear y decide ir a la cenaduría para exigir, por la vía legal, la desaparición de Red Alert.
Zero continua combatiendo a la manera antigua y en el camino se topa a Axl quien escapa de Red Alert por razones que no se aclaran, Zero lo llevará a los cuarteles Maverick Hunter para comenzar con un interrogatorio. Esa misma tarde Red contacta a los cuarteles y exige el regreso de Axl. Al no conseguir una respuesta favorable, Red desafía a los Maverick Hunters, a una serie de "duelos" en la que se determinara que facción es la más poderosa (en el juego estos duelos son representados por los clásicos 8 jefes, aunque fuera de este se dan más encuentros entre miembros de ambos grupos).
Axl decide unirse a los Maverick Hunters y se convierte en una clase de discípulo para Zero, X al no poder hacer nada por medios legales, decide pelear, pues afirma que su participación terminará más rápido los enfrentamientos.
En uno de estos enfrentamientos Red consigue derrotar a un grupo de hunters, tras su victoria un hombre misterioso se le aparece haciéndose llamar "El profesor", afirmando que si le permitía usar las instalaciones para reconstruir su cuerpo, le daría a Red Alert la ventaja en el campo de batalla.
Finalmente el trío hunter logra derrotar a los enemigos finales y reciben un mensaje de Red confirmando que el encuentro final sería en los cuarteles de Red Alert, el palacio Carmesí (Crimson Palace). En él, Red es derrotado y le confiesa a Axl que lo había reclutado por su potencial pero en el fondo siempre lo quiso como a un hijo y el propósito de los duelos era para demostrarle que solo a su lado podría ser más poderoso. Al final le pide disculpas y desea que pueda ser feliz al lado de sus nuevos amigos; Axl intenta rescatarlo pero Zero interviene para que este no muera en el derrumbe del salón.
X decide ir por el profesor, pues con la muerte de Red, el profesor seria el nuevo líder del grupo. al llegar con él, se descubre a sí mismo como Sigma y nuevamente desafía a X junto con Zero y Axl, tras su derrota, el palacio comienza a derrumbarse , pero Sigma reaparece con su cuerpo en muy mal estado, este logra sacar por la ventana a Axl y antes del contraataque de X y Zero, Red aparece de la nada dejando fuera de combate a estos dos, Sigma intenta combinarse con Red para crear un nuevo cuerpo, pero Red revela ser Axl disfrazado y le da un tiro en la cabeza logrando inmovilizarlo, X aprovecha esta oportunidad para lanzar un ataque y logra expulsar a Sigma del palacio.
Con la seguridad de que Sigma regresará, los tres Hunters regresan a la base para mantenimiento.

## Mavericks
- Tornado Tonion (Cebolla)
- Splash Warfly (Pez volador)
- Flame Hyenard (Hiena)
- Ride Boarski (Jabalí)
- Snipe Anteator (Oso hormiguero)
- Wind Crowrang (Cuervo)
- Vanishing Gungaroo (Canguro)
- Soldier Stonekong (Gorila)

## Recepción
Mega Man X7 debutó en las listas de ventas japonesas como el tercer videojuego más vendido en las copias. [21] En su segunda semana a la venta, el juego había vendido 71.739 copias en la región y por su tercera semana, 89.775 copias. [22] [23] Media Crear datos de ventas de las listas del juego como de haber vendido 111.778 copias a finales de 2003 en Japón. [24] Un presupuesto re-lanzamiento del juego fue incluido junto con las versiones de PlayStation de los primeros seis juegos de Mega Man original como parte de la colección de Rockman en Japón el 19 de diciembre de 2003. [25]
Recepción de la crítica de Mega Man X7 se mezcló. Mientras que atrajo a algunos comentarios positivos para la conmutación [19] carácter y sistemas de rescate Reploid, [18] el consenso general fue que mezcla el juego de 2D y 3D juego fue bien intencionado pero mal ejecutado. [17] [19] [18 ] En particular, los críticos comentaron que la cámara y los controles no se traducen bien de 2D a 3D. [17] [19]
GameSpy concluyó que "no me puedo quejar Capcom o el equipo MMX7 por tratar de reinventar una serie que, obviamente, había perdido completamente su manera ... [pero] las secciones 2D flácidos en este juego no son un medio tan bueno como cualquiera de los niveles en el Mega Man X original. los bits de 3D son más convincentes, pero aún deficientes "[17] IGN vez culpó enteramente a las secciones 3D:." no podemos dejar de pensar que Mega Man X7 habría sido mejor si permanecía 2D. Pero hasta que Capcom se da cuenta de que los títulos 3D mejor orientados a la acción le permiten manipular las cámaras de todo corazón, es posible encontrarse en futuros juegos de la serie con los mismos problemas que éste hizo ".